# Oudaen Herfstbock
Oudaen Herfstbock is een Nederlands bokbier van lage gisting.
Het bier wordt gebrouwen in de Utrechtse Stoombierbrouwerij Oudaen te Utrecht. Het is een amberkleurig bier, type herfstbok met een alcoholpercentage van 6,5%. 

## Prijzen
- Beste Bockbier Competitie 2012: eerste plaats in de categorie Speciaal bockbier.